# Quinn Sullivan
Quinn Sullivan (New Bedford, 26 marzo 1999) è un chitarrista statunitense.

## Biografia
Considerato un bambino prodigio, Quinn Sullivan inizia a prendere lezioni di chitarra a soli 3 anni, entrando a far parte di una band locale. A 6 anni viene invitato come ospite da Ellen DeGeneres nel suo The Ellen DeGeneres Show sulla rete NBC.
A 8 anni viene chiamato sul palco dal chitarrista blues Buddy Guy per eseguire alcuni brani e aprire un concerto di Jerry Lee Lewis.
Compare successivamente nell'Oprah Winfrey Show e nel Today Show sulla rete NBC. Nel 2009 apre i concerti di Buddy Guy sulla costa orientale degli Stati Uniti e a Chicago. Partecipa inoltre come musicista nel disco Skin Deep di Buddy Guy, suonando nel brano Who's Gonna Fill Those Shoes.
Lo stesso anno, pubblica il singolo Summer of Love, brano autografo, e suona al festival itinerante Lollapalooza con la sua band.
A soli 9 anni suona in trio con B.B. King e Buddy Guy al Beacon Theatre di New York.
Nel 2011 pubblica il suo album d'esordio Cyclone per la Oarfin Records, e viene invitato al talk show musicale notturno Jimmy Kimmel Live! sulla rete nazionale ABC.
Nel 2013 si esibisce all'Eric Clapton's Crossroads Guitar Festival.
Nel decennio successivo, Quinn Sullivan pubblicherà altri tre album: Getting There (2013); Midnight Highway (2016); Wide Awake (2021).

## Discografia

### Album
- 2011 - Cyclone
- 2013 - Getting There
- 2016 - Midnight Highway
- 2021 - Wide Awake

### Singoli
- 2009 - Summer of Love